# Halmágycsúcs
Halmágycsúcs (románul: Vârfurile) település Romániában, Arad megyében.

## Lakossága
| Év       | 2001 | 2002 | 2003 | 2004 | 2005 | 2006 | 2007 | 2008 | 2009 | 2010 | 2011 | 2012 | 2013 | 2014 | 2015 | 2016 | 2017 |
| -------- | ---- | ---- | ---- | ---- | ---- | ---- | ---- | ---- | ---- | ---- | ---- | ---- | ---- | ---- | ---- | ---- | ---- |
| Lakosság | 3308 | 3261 | 3207 | 3181 | 3159 | 3088 | 3056 | 3013 | 2952 | 2885 | 2841 | 2807 | 2814 | 2768 | 2713 | 2656 | 2612 |

## Fekvése
Peleskefalva és Nagyhalmágy közt, a Fehér-Körös közelében fekvő  település.

## Története
Halmágycsúcs nevét 1390-ben említette először oklevél.
A 20. század elején Arad vármegye Nagyhalmágyi járásához tartozott.
1910-ben 1221 lakosából 69 magyar, 1139 román volt. Ebből 44 római katolikus, 14 református, 1139 görögkeleti ortodox volt.

## Nevezetességek
- Halmágycsúcs és Honctő községek között a Fehér-Körös festői, mély szorosa.